# Parti Oumma
Le Parti Oumma (حزب الأمة) est un parti politique islamique centriste du Soudan formé en 1945 après l'indépendance du pays. Sadeq al-Mahdi est l'un de ses leaders principaux au cours du XXe siècle.

## Historique
À partir des années 2000, plusieurs factions politiques s'opposent au sein du Parti Oumma, chacune revendiquant sa légitimité. La principale, Réforme et Rénovation, créée en 2002, est dirigée par Mubarak al-Fadil al-Mahdi (en), cousin de Sadeq al-Mahdi et ancien ministre de l'Intérieur lorsque le Parti Oumma était au pouvoir avec al-Mahdi comme premier ministre de 1986 à 1989.
Un autre cousin de al-Mahdi, al-Sadiq al-Hadi al-Mahdi, est à la tête d'une faction concurrente. Il est également vice-gouverneur et ministre de l'Éducation de l'État de Khartoum. La faction de al-Hadi est également membre du gouvernement actuel et a conclu un accord de coopération avec le Congrès national, parti dominant.
Mariam al-Mahdi, la fille de Sadeq al-Mahdi est vice-présidente du parti (en janvier 2019). Le parti est dirigé (en 2021) par son secrétaire général par intérim Fadlallah Burmah Nasser.
Dans la guerre civile qui oppose l'armée régulière aux Forces de soutien rapide depuis 2023, le parti est divisé.